# Jan Povýšil
Jan Povýšil (11 de abril de 1982) es un deportista checo que compitió en natación adaptada. Ganó cinco medallas de bronce en los Juegos Paralímpicos de Verano entre los años 2000 y 2012.

## Palmarés internacional
| Juegos Paralímpicos | Juegos Paralímpicos   | Juegos Paralímpicos | Juegos Paralímpicos |
| Año                 | Lugar                 | Medalla             | Prueba              |
| ------------------- | --------------------- | ------------------- | ------------------- |
| 2000                | Sídney (Australia)    | Medalla de bronce   | 100 m libre S4      |
| 2008                | Pekín (China)         | Medalla de bronce   | 50 m libre S4       |
| 2008                | Pekín (China)         | Medalla de bronce   | 100 m libre S4      |
| 2008                | Pekín (China)         | Medalla de bronce   | 200 m libre S4      |
| 2012                | Londres (Reino Unido) | Medalla de bronce   | 50 m libre S4       |